# The Odd Couple (série de televisão)

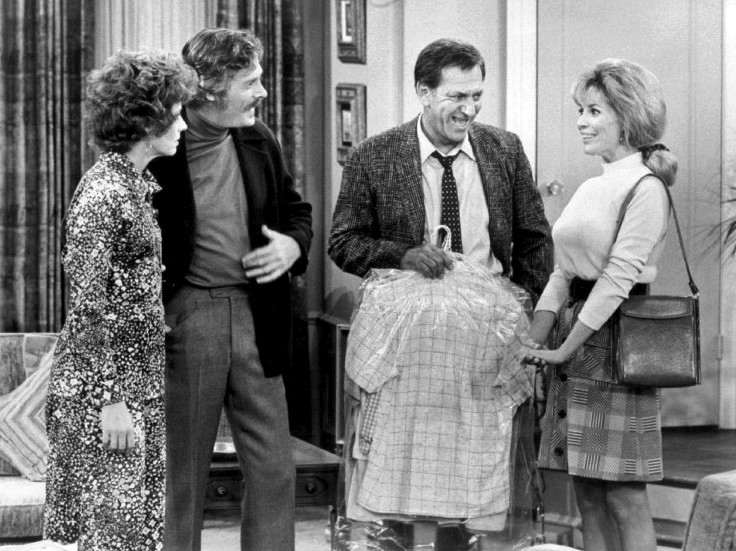
Foto do programa de televisão The Odd Couple. Da esquerda: Joan Hotchkis (namorada de Oscar, Nancy), Fred Beir (irmão de Nancy, Ray), Jack Klugman (Oscar Madison), Janis Hansen (ex-mulher de Felix, Gloria). Problemas surgem quando Oscar apresenta Gloria a Nancy e seu irmão; Gloria começa a namorar Ray.

The Odd Couple é uma sitcom estadunidense exibida pela ABC de 24 de setembro de 1970 a 7 de março de 1975, foi protagonizada por Tony Randall e Jack Klugman em uma história baseada no filme homônimo.

## Elenco
- Tony Randall - Felix Ungel
- Jack Klugman - Oscar Madison
- Al Molinaro - Murray
- Penny Marshall - Myrna
- Elinor Donahue - Miriam
- Garry Walberg - Speed
- Janis Hansen - Gloria
- Larry Gelman - Vinnie
- Joan Hotchkis - Nancy Cunningham
- Richard Stahl - Ministro
- Ryan McDonald - Roy
- Eddie Garrett - Guarda Florestal
- Herbie Faye - Elme